# Yuan Shu-Chi
Yuan Shu-Chi (9 de noviembre de 1984) es una deportista taiwanesa que compitió en tiro con arco, en la modalidad de arco recurvo.
Participó en los Juegos Olímpicos de Atenas 2004, obteniendo una medalla de bronce en la prueba por equipo. Ganó una medalla de plata en el Campeonato Mundial de Tiro con Arco al Aire Libre de 2007.

## Palmarés internacional
| Juegos Olímpicos                 | Juegos Olímpicos   | Juegos Olímpicos  | Juegos Olímpicos |
| Año                              | Lugar              | Medalla           | Prueba           |
| -------------------------------- | ------------------ | ----------------- | ---------------- |
| 2004                             | Atenas (Grecia)    | Medalla de bronce | Equipo           |
| Campeonato Mundial al Aire Libre |                    |                   |                  |
| Año                              | Lugar              | Medalla           | Prueba           |
| 2007                             | Leipzig (Alemania) | Medalla de plata  | Equipo           |